# Stammlager XVIII C (317)
Das STALAG XVIII C (317), eines der beiden großen Kriegsgefangenenlager des Wehrkreises XVIII im Zweiten Weltkrieg, befand sich ab 1941 in Reinbach bei Sankt Johann im Pongau (in der NS-Zeit Markt Pongau). Hier starben an die 4000 vornehmlich sowjetische Kriegsgefangene.

## Geschichte
Das Lager für Kriegsgefangene befand sich unterhalb der heutigen Bundesstraße. Geplant wurde das Gefangenenlager für 8.000 bis maximal 10.000 Mann, was aus einem Schriftstück vom März 1941 ersichtlich wird. Wahrscheinlich kamen die ersten Gefangenen im August 1940 nach St. Johann. Es waren Franzosen und sie wurden zu Arbeiten der Gemeinde und bei Bauern eingesetzt. Das Lager wurde bis September 1944 von der Wehrmacht betrieben, und die SS führte die Bewachung der Transporte per Eisenbahn durch.
Es wurde damals aufgeteilt in ein Nordlager („Russenlager“; Bahnhofsstraße bis Schörgbrücke) und ein Südlager („Franzosenlager“; bis zur heutigen Speedwaybahn) – Ein Lager, zwei Systeme: Die Kriegsgefangenen der Westmächte, etwa die Franzosen, wurden entsprechend der Genfer Konvention behandelt. Die im Nordlager untergebrachten sowjetischen Kriegsgefangenen hingegen vegetierten unter unvorstellbaren Verhältnissen dahin.  
Anfänglich gab es an die 40 Tote täglich. Ab 1941 befanden sich bis zu 30.000 Gefangene zeitgleich in den Lagern. Viele Gefangene starben an Erschöpfung, durch Seuchen, erfroren, verhungerten oder wurden hingerichtet. Der Anstieg des Arbeitskräftebedarfs im Deutschen Reich 1943/1944 führte dann zu einer verstärkten Zwangsarbeit und einer besseren Ernährung der Kriegsgefangenen.
Die Insassen kamen aus insgesamt neun Nationen.
Obwohl die sowjetischen Kriegsgefangenen nur etwa ein Viertel bis ein Drittel der Gesamtzahl der Kriegsgefangenen stellten, sind die Todesopfer fast ausschließlich unter ihnen zu finden. Kriegsgefangene anderer Nationen überlebten das Lager in aller Regel. Bis zum Ende des Krieges fanden dort etwa 4000 sowjetische Kriegsgefangene den Tod. Der Platz am Ortsfriedhof reichte für die Bestattung der eigenen Gefallenen und der Gefangenen bald nicht mehr aus. Darum hob man ein Massengrab in der Nähe des Lagers aus.

## Lagerleitung
Die Lagerleitung umfasste:
- Lagerkommandant: Oberst Ried; später durch Oberst Behrens abgelöst (Ried in das Oflag VII B in Eichstätt versetzt); abgelöst durch Oberst Kadelke
- Stellvertretender Lagerkommandant: Major Trieschmann
- Abwehroffizier: Hptm. Storch
- Arzt: Oberarzt Dr. Gebhard
- Betreuer: Sonderführer Drohla
- Verbindungsoffizier der Obersten Heeresleitung: Hptm. Schaefer
- Chef des Kriegsgefangenenwesens (Chef KGW) Gottlob Berger

## Heutiger Zustand

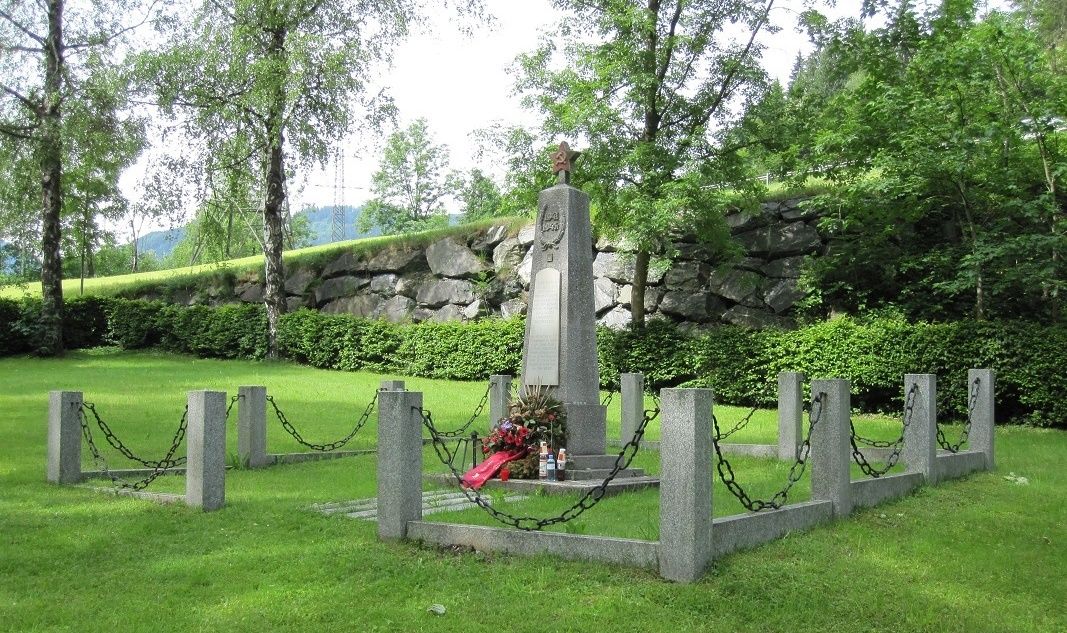
Russisches Ehrenmal

Heute sind vom Lager keine Mauerreste zu sehen. Einzig ein gepflegter Garten mit Denkmälern für die Gefangenen, der  Russenfriedhof, erinnert heute noch an das Lager. Der Friedhof liegt östlich der Pinzgauer Bundesstraße B311 und westlich der Industriestraße und der Bahngeleise. Die Salzburger Straße B163 führt über eine Brücke über die Salzach. Sie grenzt das ehemalige Lagergebiet südlich ein.
In St. Johann liegen auf dem Russenfriedhof rund 4000 Soldaten aus der UdSSR (3709), aus Jugoslawien (51), und aus Frankreich (15) „begraben“ (in Massengräbern, oder irgendwo sonst verscharrt oder eingeäschert). Sieben Personen die in St. Johann liegen, sind bekannt, allerdings wurden keine genaueren Aufzeichnungen gefunden, sie gelten somit als nationenlos.  Der Friedhof wird vom  Österreichischen Schwarzen Kreuz  gepflegt, seit August 2009 wurde er durch eine neue Anschlussstelle von der Pinzgauer Straße erreichbar.
Eine Gedenksäule befindet sich in der Nähe der Bezirkshauptmannschaft, nahe dem Waldschwimmbad.
Eine jährliche Gedenkfeier findet Ende Juni am Russenfriedhof statt. Bekannte St. Johanner Schriftsteller (z. B. O. P. Zier) nehmen sich ebenfalls des Themas an. Die Gedenksäule befindet sich am  St. Johanner Ortsfriedhof.
Eine Umfrage von Schülern des BORG in St. Johann zeigte, dass der Großteil der in dieser Stadt lebenden Bevölkerung auch heute wenig über die Geschichte des Lagers wissen.